# Campionat d'Europa d'atletisme en pista coberta de 2019
El XXXV Campionat d'Europa d'Atletisme en Pista Coberta se celebrà a Glasgow (Escòcia) entre l'1 i el 3 de març de 2019 sota l'organització de l'Associació Europea d'Atletisme (EAA) i la Federació Britànica d'Atletisme. Alguns esdeveniments a destacar van ser el rècord europeu en 400 metres del noruec Karsten Warholm o les millors marques mundials de l'any realitzades per l'espanyol Jorge Ureña (heptatló) i la suïssa Léa Sprunger (400 metres). També va destacar la participació en els 400 metres de l'aragonesa Salma Paralluelo, de només 15 anys i 108 dies, que es va convertir en la segona atleta més jove de la història a competir en aquest campionat.

## Resultats

### Homes
| Prova | Or                                                                      | Or          | Plata                                                                | Plata      | Bronze                                                                        | Bronze       |
| 60 metres | Ján Volko · Eslovàquia                                                  | 6.60        | Emre Zafer Barnes · Turquia                                          | 6.61       | Joris van Gool · Països Baixos                                                | 6.62         |
| 400 metres | Karsten Warholm · Noruega                                               | 45.05 =ER   | Óscar Husillos · Espanya                                             | 45.66 NR   | Tony van Diepen · Països Baixos                                               | 46.13 NR     |
| 800 metres | Álvaro de Arriba · Espanya                                              | 1:46.83     | Jamie Webb · Regne Unit                                              | 1:47.13 PB | Mark English · Irlanda                                                        | 1:47.39      |
| 1.500 metres | Marcin Lewandowski · Polònia                                            | 3:42.85     | Jakob Ingebrigtsen · Noruega                                         | 3:43.23    | Jesús Gómez · Espanya                                                         | 3:44.39      |
| 3.000 metres | Jakob Ingebrigtsen · Noruega                                            | 7:56.15     | Chris O'Hare · Regne Unit                                            | 7:57.19    | Henrik Ingebrigtsen · Noruega                                                 | 7:57.19      |
| 60 metres tanques | Milan Trajković · Xipre                                                 | 7.60        | Pascal Martinot-Lagarde · França                                     | 7.61       | Aurel Manga · França                                                          | 7.62         |
| 4×400 metres relleus | Bèlgica · Julien Watrin · Dylan Borlée · Jonathan Borlée · Kevin Borlée | 3:06.27     | Espanya · Óscar Husillos · Manuel Guijarro · Lucas Búa · Bernat Erta | 3:06.32 NR | França · Mame-Ibra Anne · Thomas Jordier · Nicolas Courbiere · Fabrisio Saidy | 3:07.71      |
| Salt d'alçada | Gianmarco Tamberi · Itàlia                                              | 2.32 EL     | Konstadinos Baniotis · GrèciaAndriy Protsenko · Ucraïna              | 2.26       | No entregada                                                                  | No entregada |
| Salt amb perxa | Paweł Wojciechowski · Polònia                                           | 5.90 PB     | Piotr Lisek · Polònia                                                | 5.85       | Melker Svärd Jacobsson · Suècia                                               | 5.75         |
| Salt de llargada | Miltiadis Tentoglou · Grècia                                            | 8.38 WL NR  | Thobias Nilsson Montler · Suècia                                     | 8.17 PB    | Strahinja Jovančević · Sèrbia                                                 | 8.03 NR      |
| Triple salt | Nazim Babayev · Azerbaidjan                                             | 17.29 PB    | Nelson Évora · Portugal                                              | 17.11 SB   | Max Heß · Alemanya                                                            | 17.10 SB     |
| Llançament de pes | Michał Haratyk · Polònia                                                | 21.65 EL PB | David Storl · Alemanya                                               | 21.54 SB   | Tomáš Staněk · República Txeca                                                | 21.25 SB     |
| Heptatló | Jorge Ureña · Espanya                                                   | 6.218 WL    | Tim Duckworth · Regne Unit                                           | 6.156      | Ilya Shkurenyov · Atletes neutres autoritzats                                 | 6.145        |
| AR Rècord del continent \| CR Rècord del campionat \| NR Rècord nacional \| OR Rècord olímpic \| PB/PR Millor marca personal/Rècord personal SB Millor marca personal de la temporada \| WL Millor marca mundial de l'any \| WR Rècord del món |                                                                         |             |                                                                      |            |                                                                               |              |

### Dones
| Prova | Or                                                                                                   | Or         | Plata                                                                  | Plata    | Bronze                                                                       | Bronze     |
| 60 metres | Ewa Swoboda · Polònia                                                                                | 7.09       | Dafne Schippers · Països Baixos                                        | 7.14 SB  | Asha Philip · Regne Unit                                                     | 7.15       |
| 400 metres | Léa Sprunger · Suïssa                                                                                | 51.61 WL   | Cynthia Bolingo Mbongo · Bèlgica                                       | 51.62 NR | Lisanne de Witte · Països Baixos                                             | 52.34 PB   |
| 800 metres | Shelayna Oskan-Clarke · Regne Unit                                                                   | 2:02.58    | Rénelle Lamote · França                                                | 2:03.00  | Olha Lyakhova · Ucraïna                                                      | 2:03.24    |
| 1.500 metres | Laura Muir · Regne Unit                                                                              | 4:05.92    | Sofia Ennaoui · Polònia                                                | 4:09.30  | Ciara Mageean · Irlanda                                                      | 4:09.43    |
| 3.000 metres | Laura Muir · Regne Unit                                                                              | 8:30.61 CR | Konstanze Klosterhalfen · Alemanya                                     | 8:34.06  | Melissa Courtney · Regne Unit                                                | 8:38.22 PB |
| 60 metres tanques | Nadine Visser · Països Baixos                                                                        | 7.87 EL    | Cindy Roleder · Alemanya                                               | 7.97     | Elvira Herman · Belarús                                                      | 8.00       |
| 4×400 metres relleus | Polònia · Anna Kiełbasińska · Iga Baumgart-Witan · Małgorzata Hołub-Kowalik · Justyna Święty-Ersetic | 3:28.77    | Regne Unit · Laviai Nielsen · Zoey Clark · Amber Anning · Eilidh Doyle | 3:29.55  | Itàlia · Raphaela Lukudo · Ayomide Folorunso · Chiara Bazzoni · Marta Milani | 3:31.90    |
| Salt d'alçada | Mariya Lasitskene · Atletes neutres autoritzats                                                      | 2.01 EL    | Yuliya Levchenko · Ucraïna                                             | 1.99     | Airinė Palšytė · Lituània                                                    | 1.97       |
| Salt amb perxa | Anzhelika Sidorova · Atletes neutres autoritzats                                                     | 4.85       | Holly Bradshaw · Regne Unit                                            | 4.75     | Nikoleta Kyriakopoulou · Grècia                                              | 4.65       |
| Salt de llargada | Ivana Španović · Sèrbia                                                                              | 6.99 WL    | Nastassia Mironchyk-Ivanova · Belarús                                  | 6.93 PB  | Maryna Bekh · Ucraïna                                                        | 6.84       |
| Triple salt | Ana Peleteiro · Espanya                                                                              | 14.73 EL   | Paraskevi Papahristou · Grècia                                         | 14.50 PB | Olha Saladukha · Ucraïna                                                     | 14.47 SB   |
| Llançament de pes | Radoslava Mavrodieva · Bulgària                                                                      | 19.12 PB   | Christina Schwanitz · Alemanya                                         | 19.11    | Anita Márton · Hongria                                                       | 19.00 SB   |
| Pentatló | Katarina Johnson-Thompson · Regne Unit                                                               | 4983 WL    | Niamh Emerson · Regne Unit                                             | 4731 PB  | Solène Ndama · França                                                        | 4723 =NR   |
| AR Rècord del continent \| CR Rècord del campionat \| NR Rècord nacional \| OR Rècord olímpic \| PB/PR Millor marca personal/Rècord personal SB Millor marca personal de la temporada \| WL Millor marca mundial de l'any \| WR Rècord del món | |            |                                                                        |          |                                                                              |            |

## Medaller
Estat amfitrió (Regne Unit)
| Posició | País                         | Or | Plata | Bronze | Total |
| 1       | Polònia                      | 5  | 2     | 0      | 7     |
| 2       | Regne Unit                   | 4  | 6     | 2      | 12    |
| 3       | Espanya                      | 3  | 2     | 1      | 6     |
| 4       | Noruega                      | 2  | 1     | 1      | 4     |
|         | Atletes neutrals autoritzats | 2  | 0     | 1      | 3     |
| 5       | Grècia                       | 1  | 2     | 1      | 4     |
| 6       | Països Baixos                | 1  | 1     | 3      | 5     |
| 7       | Bèlgica                      | 1  | 1     | 0      | 2     |
| 8       | Itàlia                       | 1  | 0     | 1      | 2     |
| 8       | Sèrbia                       | 1  | 0     | 1      | 2     |
| 10      | Azerbaidjan                  | 1  | 0     | 0      | 1     |
| 10      | Bulgària                     | 1  | 0     | 0      | 1     |
| 10      | Xipre                        | 1  | 0     | 0      | 1     |
| 10      | Suïssa                       | 1  | 0     | 0      | 1     |
| 10      | Eslovènia                    | 1  | 0     | 0      | 1     |
| 15      | Alemanya                     | 0  | 4     | 1      | 5     |
| 16      | França                       | 0  | 2     | 3      | 5     |
| 16      | Ucraïna                      | 0  | 2     | 3      | 5     |
| 18      | Belarús                      | 0  | 1     | 1      | 2     |
| 18      | Suècia                       | 0  | 1     | 1      | 2     |
| 20      | Portugal                     | 0  | 1     | 0      | 1     |
| 20      | Turquia                      | 0  | 1     | 0      | 1     |
| 22      | Irlanda                      | 0  | 0     | 2      | 2     |
| 23      | Txèquia                      | 0  | 0     | 1      | 1     |
| 23      | Hongria                      | 0  | 0     | 1      | 1     |
| 23      | Lituània                     | 0  | 0     | 1      | 1     |
| Total   | Total                        | 26 | 27    | 25     | 78    |

## Països participants
Hi van prendre part un total de 582 atletes en representació de 47 països.
- Andorra (1)
- Armènia (2)
- Àustria (8)
- Atletes neutrals autoritzats (11)
- Azerbaidjan (2)
- Belarús (17)
- Bèlgica (14)
- Bòsnia i Hercegovina (3)
- Bulgària (6)
- Croàcia (5)
- Xipre (4)
- Txèquia (21)
- Dinamarca (6)
- Estònia (4)
- Finlàndia (13)
- França (40)
- Geòrgia (1)
- Alemanya (27)
- Gibraltar (2)
- Regne Unit (47)
- Grècia (16)
- Hongria (12)
- Islàndia (2)
- Irlanda (15)
- Israel (2)
- Itàlia (24)
- Letònia (10)
- Lituània (9)
- Luxemburg (5)
- Malta (2)
- Moldàvia (1)
- Montenegro (1)
- Països Baixos (15)
- Macedònia del Nord (1)
- Noruega (17)
- Polònia (28)
- Portugal (13)
- Romania (12)
- San Marino (1)
- Sèrbia (10)
- Eslovàquia (9)
- Eslovènia (8)
- Espanya (42)
- Suècia (30)
- Suïssa (16)
- Turquia (15)
- Ucraïna (32)